# Biserica reformată de pe Strada Horea
Biserica reformată de pe Strada Horea sau Biserica reformată Millenium din Cluj-Napoca a fost construită între 1897 și 1898, în stil eclectic. Clădirea nu este considerată monument istoric.
Populația reformată din cartierul Hidelve a frecventat inițial bisericile din centrul orașului, în special Biserica de pe Ulița Lupilor. La 2 februarie 1896 s-a decis construirea unei noi biserici, pentru a deservi comunității în creștere, iar piatra de temelie a fost pusă la 13 iunie 1897. Biserica, sfințită la 3 aprilie 1898, a fost construită după planurile lui Ferenc Szalai, sub îndrumarea episcopului Domokos Szász. Primul pastor a fost Lőrinc Molnár.
Biserica se află în vecinătatea școlii reformate din cartierul Hidelve, construită în anul 1833. Încălzirea a fost introdusă în biserică în 1906, orga a fost inaugurată în 1907, iar iluminatul electric a fost instalat în 1912. În 1914, trei clopote fuseseră rechiziționate pentru efortul de război, dar în 1928 au fost turnate două clopote noi. În 1937, biserica a fost renovată. În timpul bombardamentelor asupra orașului din 1944, biserica a suferit doar pagube minore: ferestrele au fost sparte, turnul cu ceas a fost îndoit și ușa de stejar a fost smulsă din ramă.